# Segment circular
Un segment circular o segment d'un cercle és en geometria la porció d'un cercle limitada per una corda i l'arc corresponent.

## Fórmules

Un segment circular (en verd) està comprès entre una recta secant o corda (la línia discontínua) i l'arc els punts extrems són els de la corda.

Sigui R el radi del cercle, θ l'angle central, c la longitud de la corda, s la longitud de l'arc, h l'alçada del segment circular, i d l'altura de la porció triangular.
- El radi és {\displaystyle R=h+d{\frac {}{}}}
- La longitud de l'arc és {\displaystyle s=R\cdot \theta } on {\displaystyle \theta \,} està en radians.
- La longitud de la corda és {\displaystyle c=2R\sin {\frac {\theta }{2}}=R{\sqrt {2-2\cos \theta }}}
- L'altura és {\displaystyle h=R(1-\cos {\frac {\theta }{2}})}
- L'angle és {\displaystyle \theta =2\arccos {\frac {d}{R}}}

### Àrea
L'àrea del segment circular és igual a l'àrea del sector circular menys l'àrea de la porció triangular.
{\displaystyle A=\pi R^{2}\cdot {\frac {\theta }{2\pi }}-{\frac {R^{2}\sin \theta }{2}}={\frac {R^{2}}{2}}\left(\theta -\sin \theta \right)}
Demostració alternativaL'àrea del sector circular és: {\displaystyle A=\pi R^{2}\cdot {\frac {\theta }{2\pi }}={\frac {R^{2}\cdot \theta }{2}}}
Si es bisecciona l'angle {\displaystyle \theta } i, per tant, la porció triangular, s'obtenen dos triangles amb àrea total:
{\displaystyle R\sin {\frac {\theta }{2}}\cdot R\cos {\frac {\theta }{2}}=R^{2}\sin {\frac {\theta }{2}}\cos {\frac {\theta }{2}}}
Atès que l'àrea del segment és l'àrea del sector menys l'àrea de la porció triangular, s'obtenen
{\displaystyle A=R^{2}\left({\frac {\theta }{2}}-\sin {\frac {\theta }{2}}\cos {\frac {\theta }{2}}\right)}
D'acord amb la identitat trigonomètrica d'angle doble {\displaystyle \sin 2\theta =2\sin \theta \cos \theta \,}, per tant:
{\displaystyle \sin {\frac {\theta }{2}}\cos {\frac {\theta }{2}}={\frac {1}{2}}\sin \theta }
amb el que resulta que l'àrea és:
{\displaystyle A=R^{2}\left({\frac {\theta }{2}}-{\frac {1}{2}}\sin \theta \right)={\frac {R^{2}}{2}}\left(\theta -\sin \theta \right)}